# Гарсия Фернандес, Мигель
Миге́ль Гарси́я Ферна́ндес (исп. Miguel García Fernández; род. 6 февраля 1973, Луанко) — испанский гребец-байдарочник, выступал за сборную Испании на всём протяжении 1990-х годов. Участник двух летних Олимпийских игр, бронзовый призёр чемпионата мира, победитель многих регат национального и международного значения.

## Биография
Мигель Гарсия Фернандес родился 6 февраля 1973 года в деревне Луанко муниципалитета Госон.
Первого серьёзного успеха на взрослом международном уровне добился в 1992 году, когда попал в основной состав испанской национальной сборной и благодаря череде удачных выступлений удостоился права защищать честь страны на домашних летних Олимпийских играх в Барселоне. Стартовал здесь в четвёрках на дистанции 1000 метров, но сумел дойти лишь до стадии полуфиналов, где финишировал пятым.
В 1994 году Гарсия Фернандес побывал на чемпионате мира в Мехико, откуда привёз медаль бронзового достоинства, выигранную в зачёте одиночных каноэ на двухстах метрах — в финале его обошли только белорус Сергей Калесник и венгр Винце Фехервари. Будучи одним из лидеров гребной команды Испании, благополучно прошёл квалификацию на Олимпийские игры 1996 года в Атланте — в одиночной полукилометровой программе показал шестой результат, тогда как в четвёрках на тысяче метрах финишировал в решающем заезде пятым, немного не дотянув до призовых позиций. Вскоре по окончании этих соревнований принял решение завершить карьеру профессионального спортсмена, уступив место в сборной молодым испанским гребцам.